# Léster Blanco
Mark Léster Blanco Pineda (* 17. Januar 1989 in Soyapango), oder einfach nur Léster Blanco, ist ein salvadorianischer Fußballspieler.

## Karriere

### Verein
Léster Blanco erlernte das Fußballspielen in der Mannschaft von Fútbol Blanco Sport. Seinen ersten Vertrag unterschrieb er 2004 bei Atlético Marte in San Salvador. Über die Stationen Telecom FC, Nejapa FC, CD Chalatenango und Atlético Marte wechselte er 2011 zu AD Isidro Metapán nach Metapán. Von August 2012 bis Dezember 2012 wurde er an den norwegischen Verein Kongsvinger IL aus Kongsvinger ausgeliehen. Des Weiteren wurde er an die salvadorianischen Clubs CD Marathón, Real España und CD Luis Ángel Firpo verliehen. Nachdem der Vertrag in Metapán 2014 ausgelaufen war, ging er zum Club Deportivo FAS nach Santa Ana. 2015 ging er wieder zu seinem ehemaligen Club Atlético Marte. 2016 wurde er von Santa Tecla FC verpflichtet. AD San Carlos, ein Club aus Costa Rica lieh ihn von Anfang 2017 bis Mitte 2017 aus. Im März 2018 unterschrieb er einen Vertrag in Ecuador, wo er sich Liga Deportiva Universitaria aus Loja anschloss. Im September 2018 kehrte er für vier Monate zu seinem ehemaligen Club AD Isidro Metapán zurück. 2019 unterschrieb er einen Vertrag bei Deportivo Iztapa in Guatemala. Nach sechs Monaten ging er wieder nach Costa Rica, wo er sich ADR Jicaral aus Puntarenas anschloss. Nach Thailand zu Phrae United FC wechselte er 2020. Der Club aus Phrae spielt in der zweiten Liga, der Thai League 2. Für den Verein aus Phrae stand er 31-mal in der zweiten Liga auf dem Spielfeld. Im Mai 2021 unterschrieb er einen Vertrag beim Ligakonkurrenten Nakhon Pathom United FC. Für den Verein aus Nakhon Pathom absolvierte er elf Zweitligaspiele. Nach der Hinrunde wechselte er im Januar 2022 in sein Heimatland, wo er sich dem Erstligisten Club Deportivo Águila aus San Miguel anschloss. Für Águila absolvierte er sechs Spiele in der ersten Liga, der Primera División de Fútbol Profesional. Im Sommer 2022 zog es ihn wieder nach Thailand. Hier unterschrieb er in Sukhothai einen Vertrag beim Erstligaaufsteiger Sukhothai FC. Für den Erstligisten bestritt er sechs Erstligaspiele sowie zwei Pokalspiele. Nach der Hinrunde 2022/23 wurde sein Vertrag im Dezember 2022 wieder aufgelöst. Zur Rückrunde 2022/23 schloss er sich dem Drittligisten North Bangkok University FC an. Mit dem Verein spielte er zehnmal in der Bangkok Metropolitan Region der Liga. Im Sommer 2023 kehrte er in seine Heimat zurück. Hier schloss er sich dem Erstligisten Jocoro FC in Jocoro an. Hier bestritt er 28 Ligaspiele. Ende Januar 2025 unterschrieb er einen Vertrag beim Zweitligisten CD Cruzeiro.

### Nationalmannschaft
Sein Länderspieldebüt für die salvadorianische A-Nationalmannschaft gab Blanco mit 18 Jahren am 14. Oktober 2007 in einem Freundschaftsspiel gegen Costa Rica (2:2) im Estadio Cuscatlán in San Salvador. In den folgenden sieben Jahren kam er dann auf insgesamt 36 Länderspiele, in denen er fünf Mal traf. Im März 2012 absolvierte er außerdem vier Partien in der salvadorianische U-23-Auswahl während der erfolglosen CONCACAF-Olympiaqualifikation und erzielte dabei zwei Tore. 

## Erfolge
- Salvadorianischer Meister: Clausura 2010, Apertura 2010, Apertura 2011, Apertura 2016
- Honduranischer Meister: Apertura 2013